# Garhmukteshwar
Garhmukteshwar is een stad en gemeente in het district Hapur van de Indiase staat Uttar Pradesh.

## Demografie
Volgens de Indiase volkstelling van 2001 wonen er 33.432 mensen in Garhmukteshwar, waarvan 54% mannelijk en 46% vrouwelijk is. De plaats heeft een alfabetiseringsgraad van 50%.